# Architetture civili di Pescara

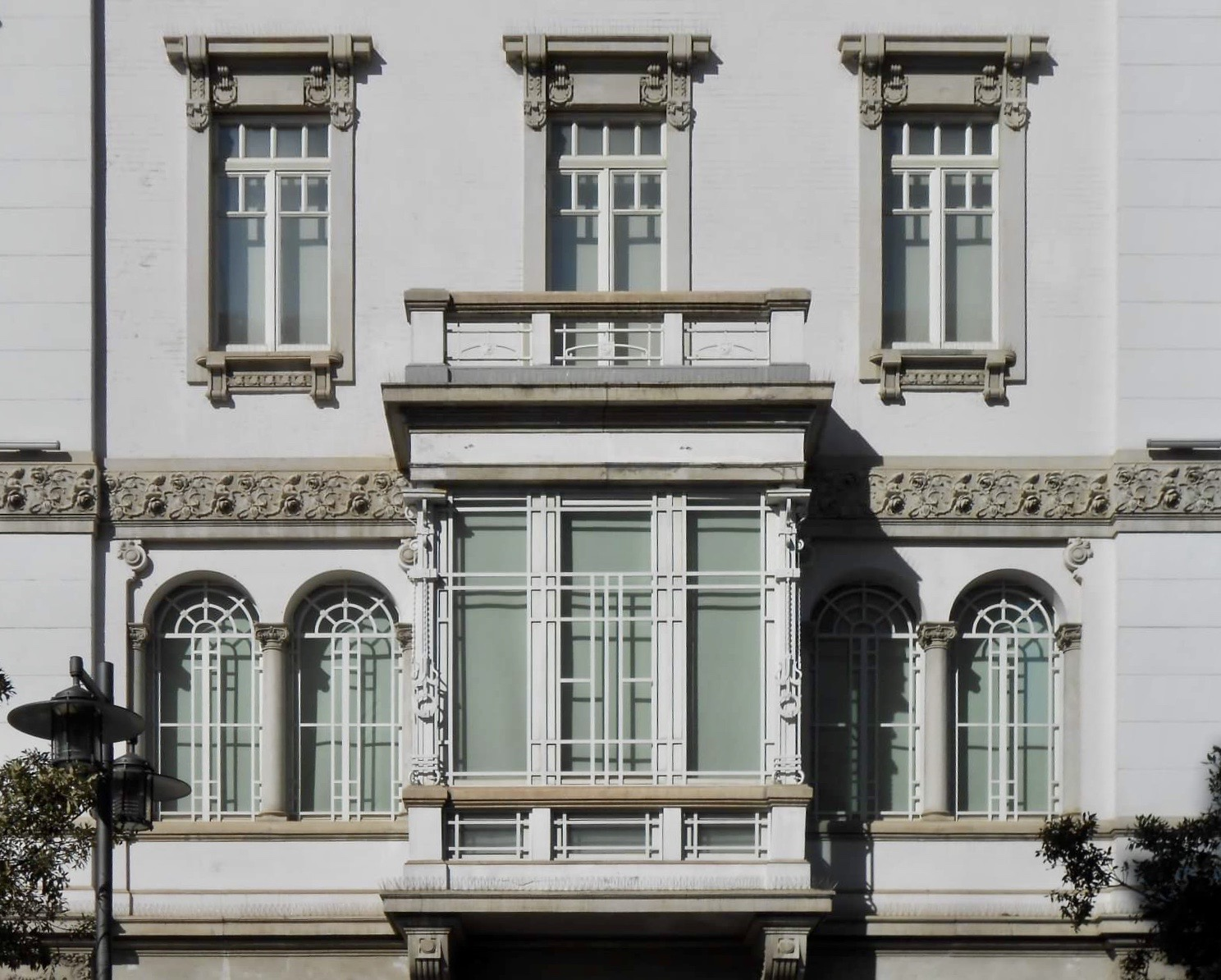
Dettaglio della facciata di Palazzo Imperato

Le numerose architetture civili della città di Pescara rispecchiano le varie fasi storiche attraversate dalla città, anche se gli esempi più numerosi riguardano i diversi stili architettonici del Novecento, quando la popolazione cittadina si è moltiplicata. Dopo una prima fase di un'ampia diffusione dello stile liberty e poi razionalista, accompagnata da primi tentativi di trasformazione urbana come quelli della Pineta Dannunziana, le ampie distruzioni della seconda guerra mondiale hanno lasciato spazio a una ricostruzione spesso caotica ma non priva di elementi di novità e sperimentazione.

## Pescara sud

### Portanuova
Restano solo poche tracce della storica fortezza di Pescara, che occupava gran parte della zona meridionale del comune. Il piccolo centro storico, noto come Pescara Vecchia, danneggiato dagli eventi bellici dei Bombardamenti di Pescara e intaccato da successivi interventi di demolizione, ha un aspetto prevalentemente settecentesco, ed è costituito principalmente da abitazioni tra le quali la casa natale Gabriele D'Annunzio. Ricostruito nelle forme originali nei primi anni 2000, il palazzo detto Circolo aternino, che ospitava in passato il comune, venne distrutto nei bombardamenti. Nella zona collinare di San Silvestro, unica frazione della città, il piccolo agglomerato si è sviluppato intorno al seicentesco Palazzo Fattiboni, sorto su precedenti fortificazioni.
Seguendo l'espansione urbana, resa possibile dall'abbattimento della fortezza, nuovi palazzi tardo ottocenteschi e del primo Novecento come Palazzo Perenich e Palazzo Michetti (adiacente all'omonimo e coevo teatro) iniziarono a contornare il centro storico, e dagli anni 1910 si avviò la creazione di una nuova zona residenziale al di fuori dello storico perimetro cittadino, nella Pineta Dannunziana: l'area fu al centro di un ambizioso progetto di Antonino Liberi, volto alla creazione di una città giardino in stile Liberty immersa nella pineta appena bonificata, secondo una impostazione urbanistica ottocentesca a cardi e decumani, che però troverà solo parziale realizzazione; nonostante per Liberi l'antica famiglia feudale "compia scientemente opera vandalica", sarà sua l'idea di battezzare la costruenda stazione balneare come "pineta D'Avalos". Fulcro del quartiere l'edificio di Palazzo Pomilio, attorno al quale vennero pianificati gli interventi di urbanizzazione. Nato come Kursaal, l'edificio venne in seguito riadattato a fabbrica di liquori e infine a museo.
La costruzione della Camera di commercio e del ponte Littorio negli anni 1930 saranno tra i pochi interventi operati nella zona durante il ventennio fascista.
Negli anni della ricostruzione postbellica, l'area fu intensamente edificata, completando l'urbanizzazione degli ultimi vuoti urbani. Tra gli edifici più significativi della seconda metà del Novecento, con l'insolita facciata ondulata, Palazzo Monti, sede dell'assessorato alla sanità della regione Abruzzo. Sorsero in quel periodo anche il Teatro monumento Gabriele D'Annunzio, con l'obelisco di 63 metri di Vicentino Michetti, e lo Stadio Adriatico-Giovanni Cornacchia, progettato da Luigi Piccinato con soluzioni tecniche sperimentali.
I nuovi interventi dei primi anni 2000 hanno interessato il quartiere con una crescita in verticale delle costruzioni, sempre più caratterizzate da elementi sperimentali e contemporanei come il Palazzo di giustizia, il polo direzionale "De Cecco" di Massimiliano Fuksas, la torre "Opera" di Mario Botta con annessa l'opera "Il giardino incantato" di Franco Summa, la nuova stazione stazione di Pescara Porta Nuova, realizzata da Oriol Bohigas contestualmente al centro direzionale "Il Molino", le torri "Camuzzi" e il vicino ponte Flaiano.
La costruzione della grande caserma della Guardia di Finanza sul lungomare, in prossimità del porto, è andata in parte a occupare le aree dismesse dell'ex mercato ortofrutticolo.

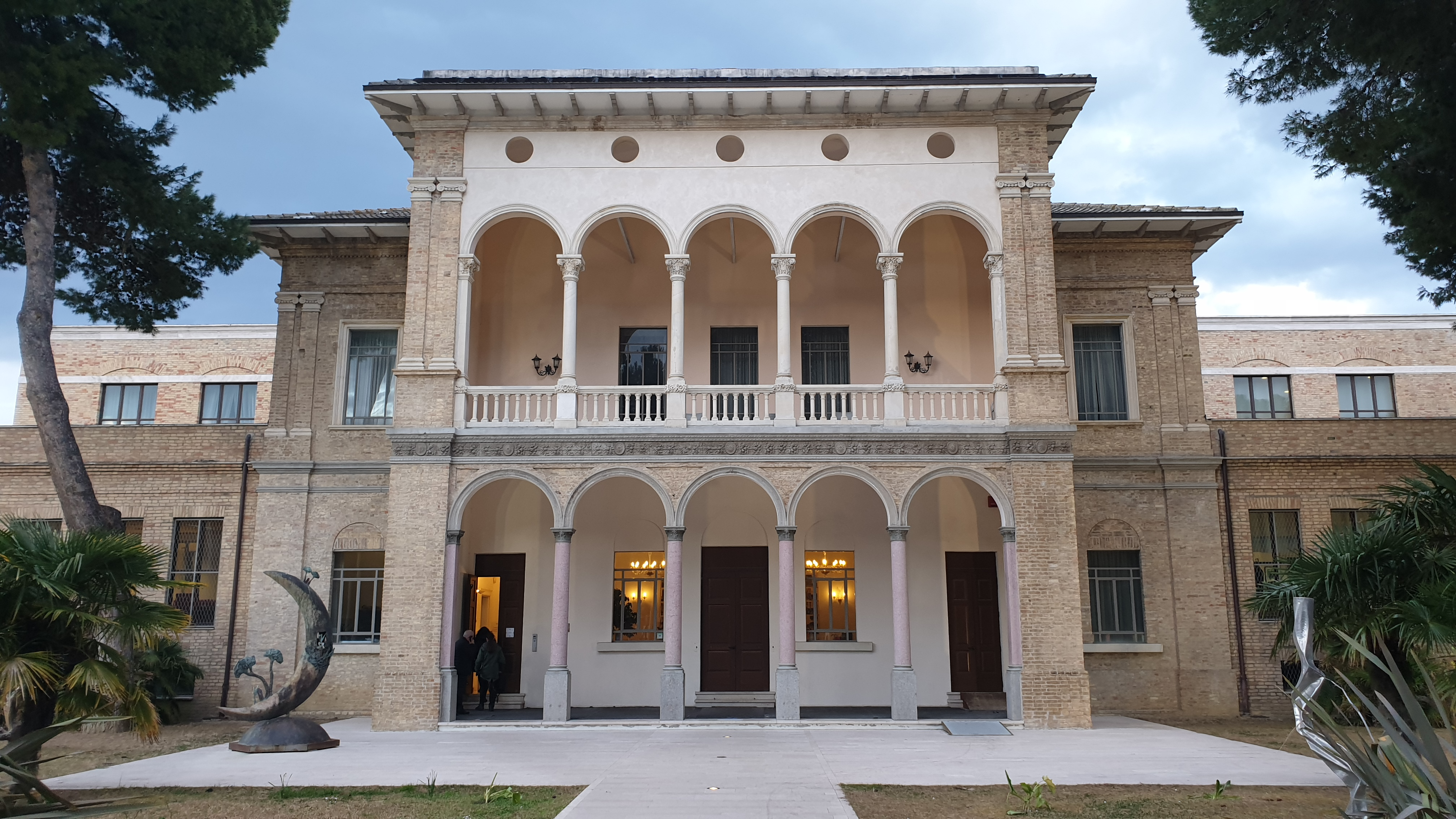
Palazzo Pomilio
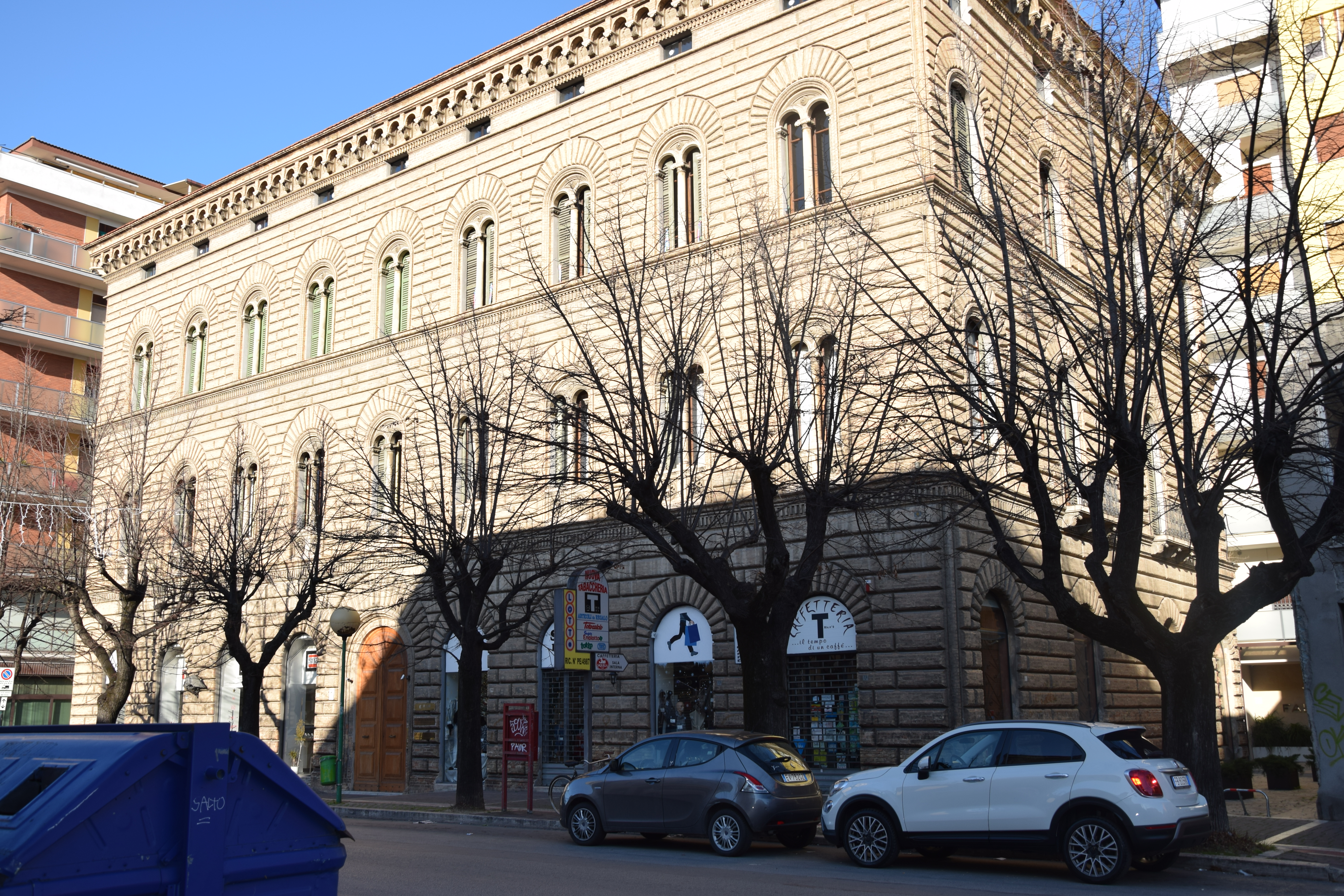
Palazzo Perenich
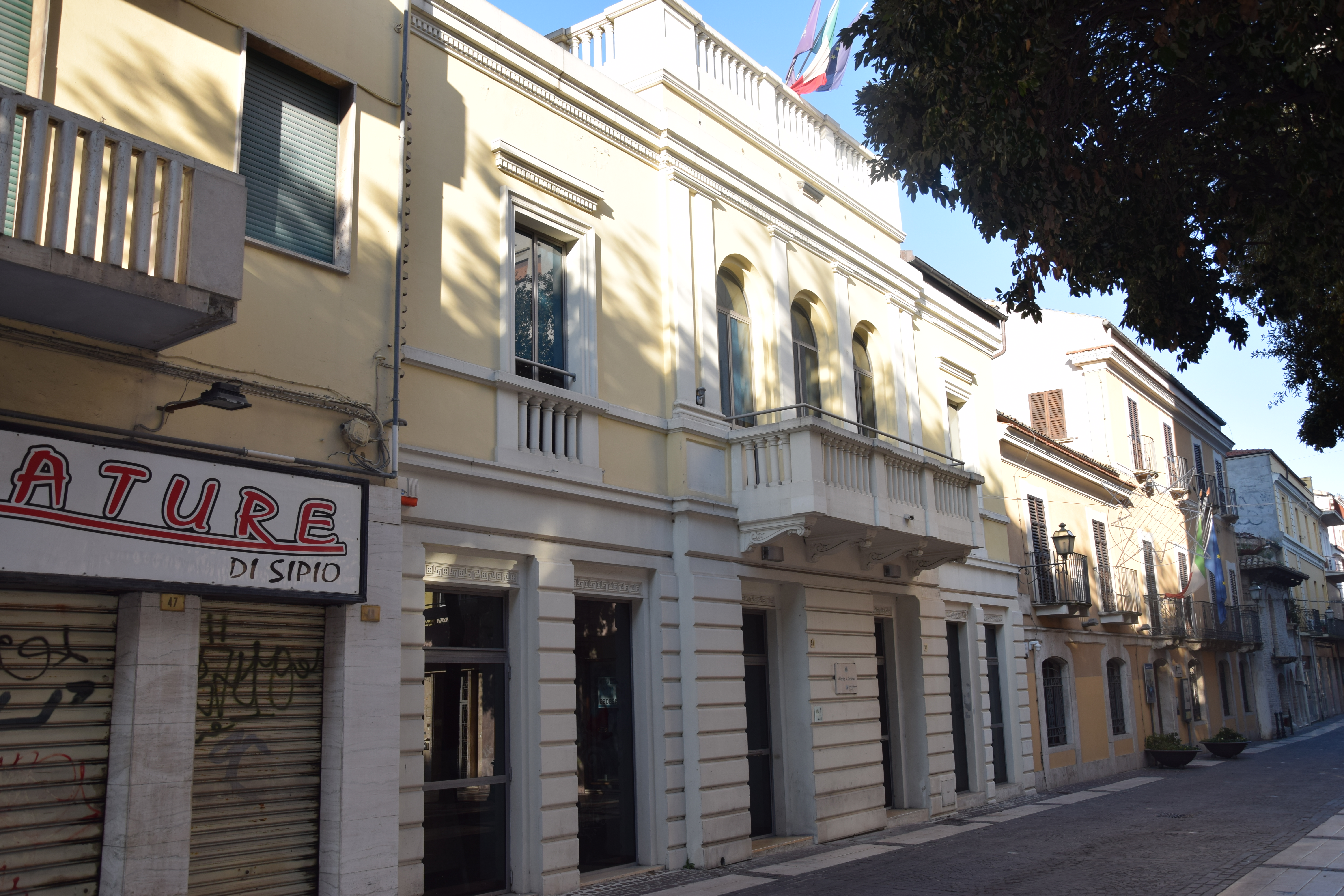
Il Circolo aternino e a destra la casa natale di Gabriele D'Annunzio
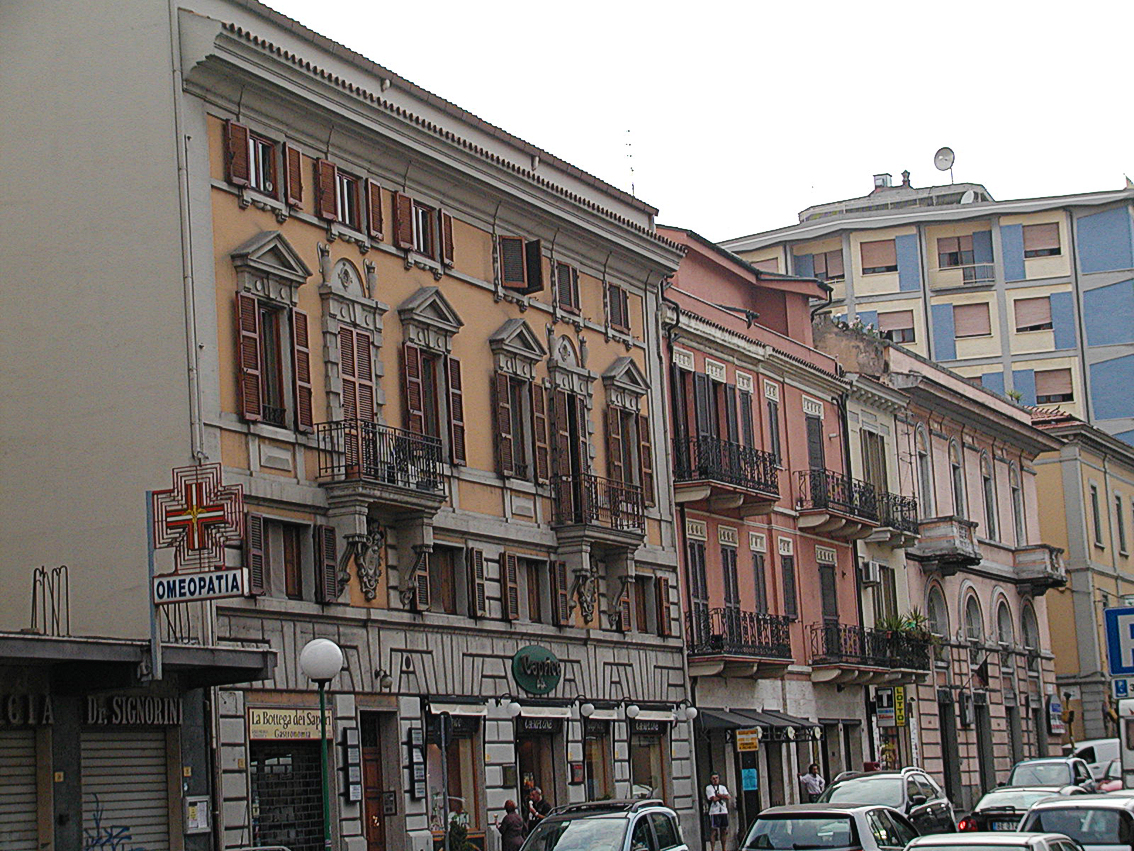
Palazzi liberty in piazza Garibaldi
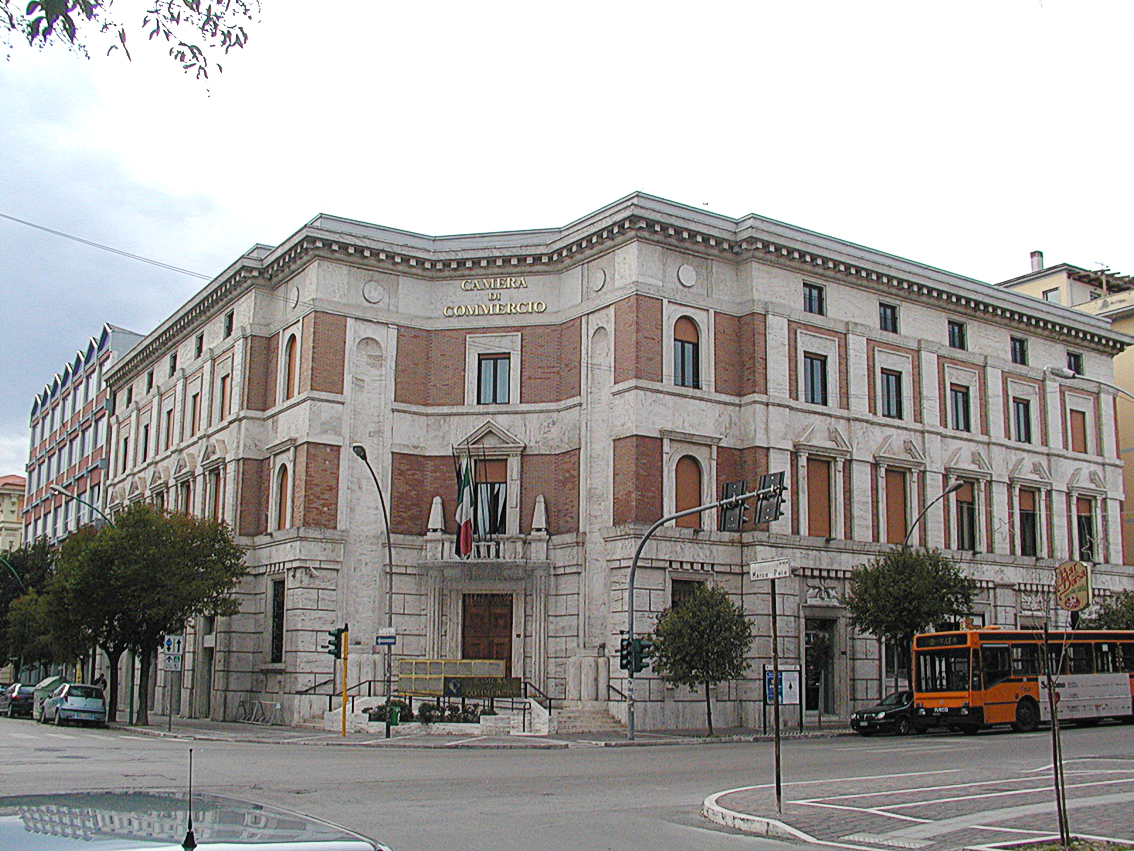
La camera di commercio
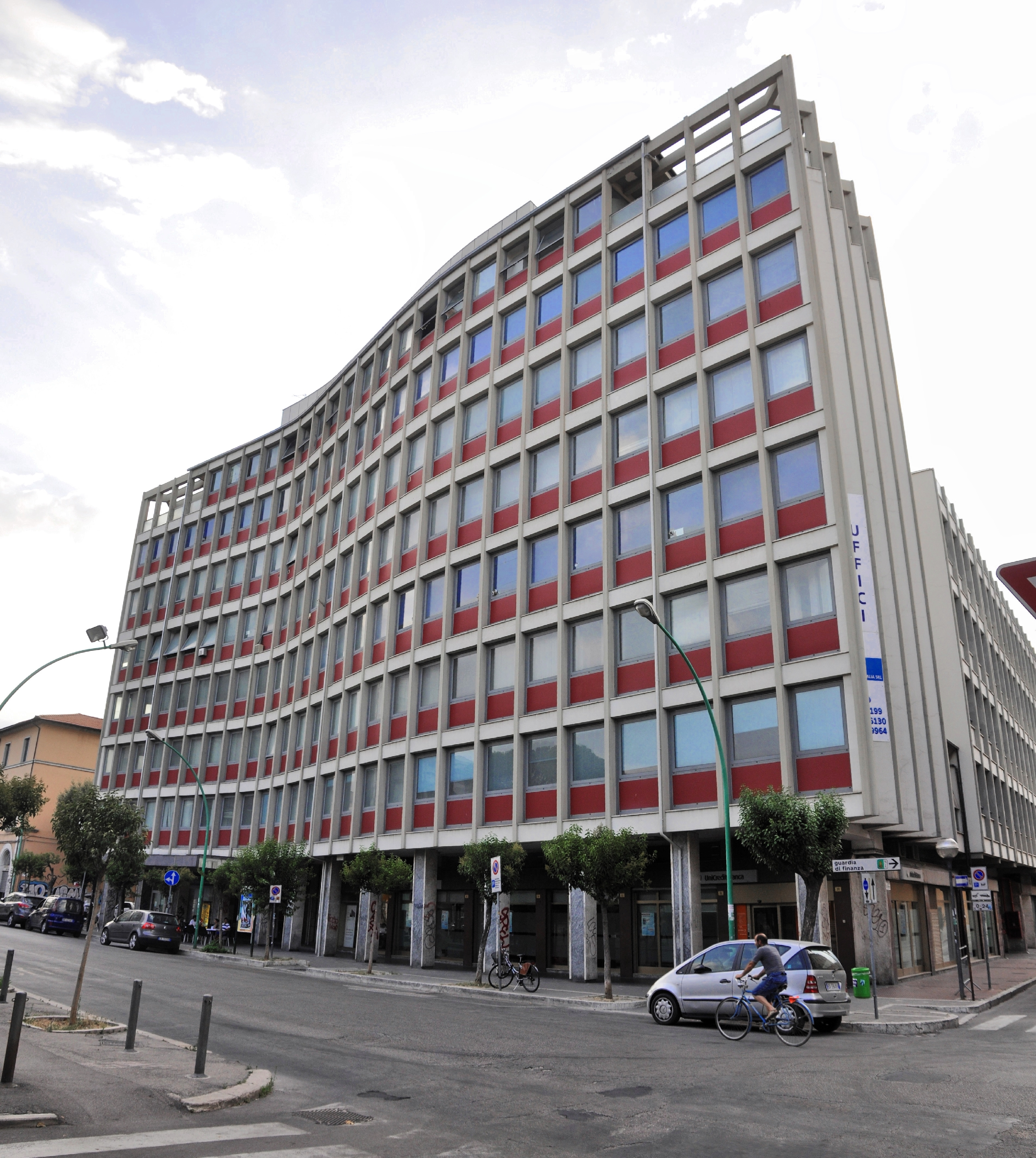
Palazzo Monti
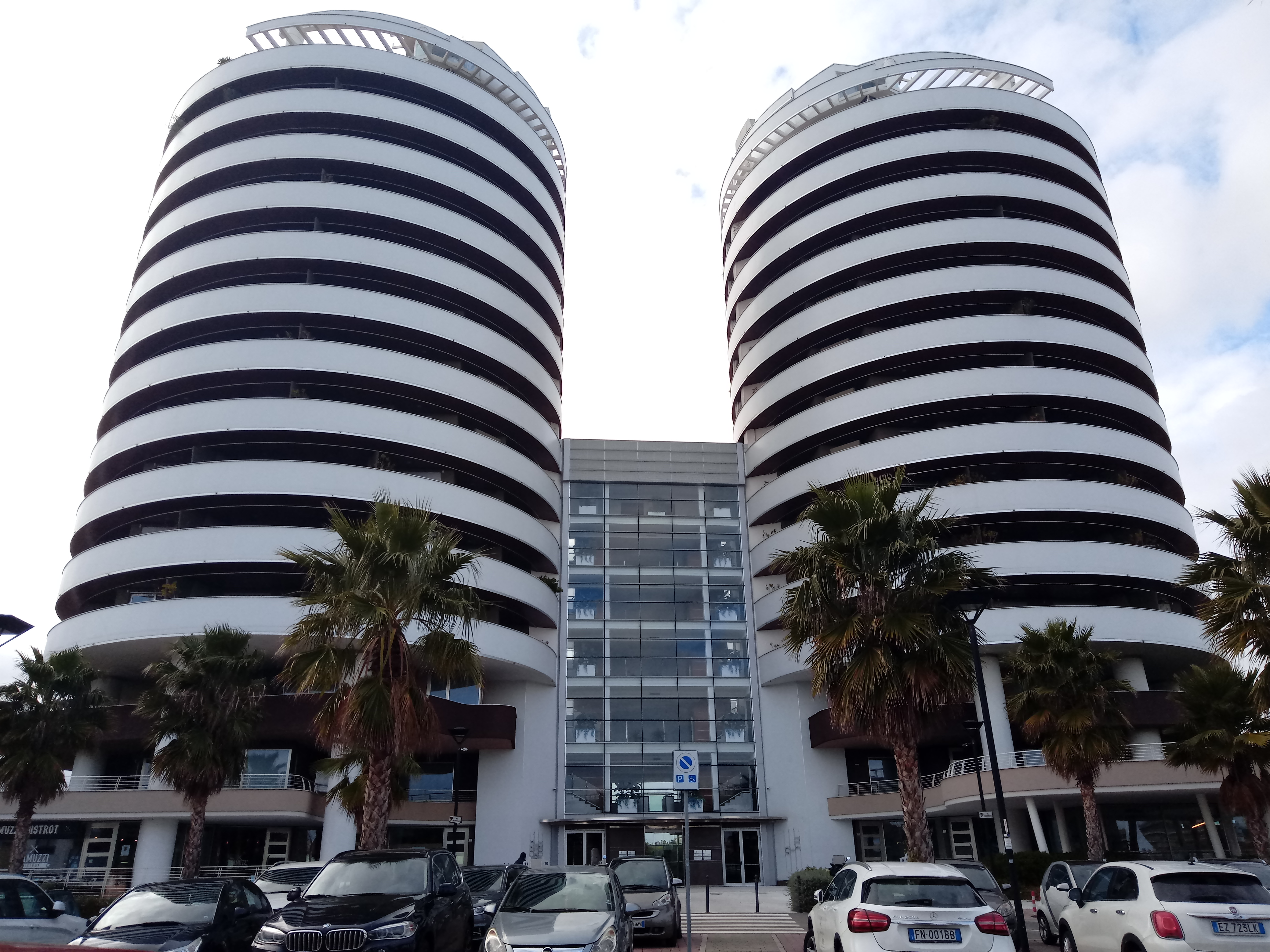
Le torri Camuzzi
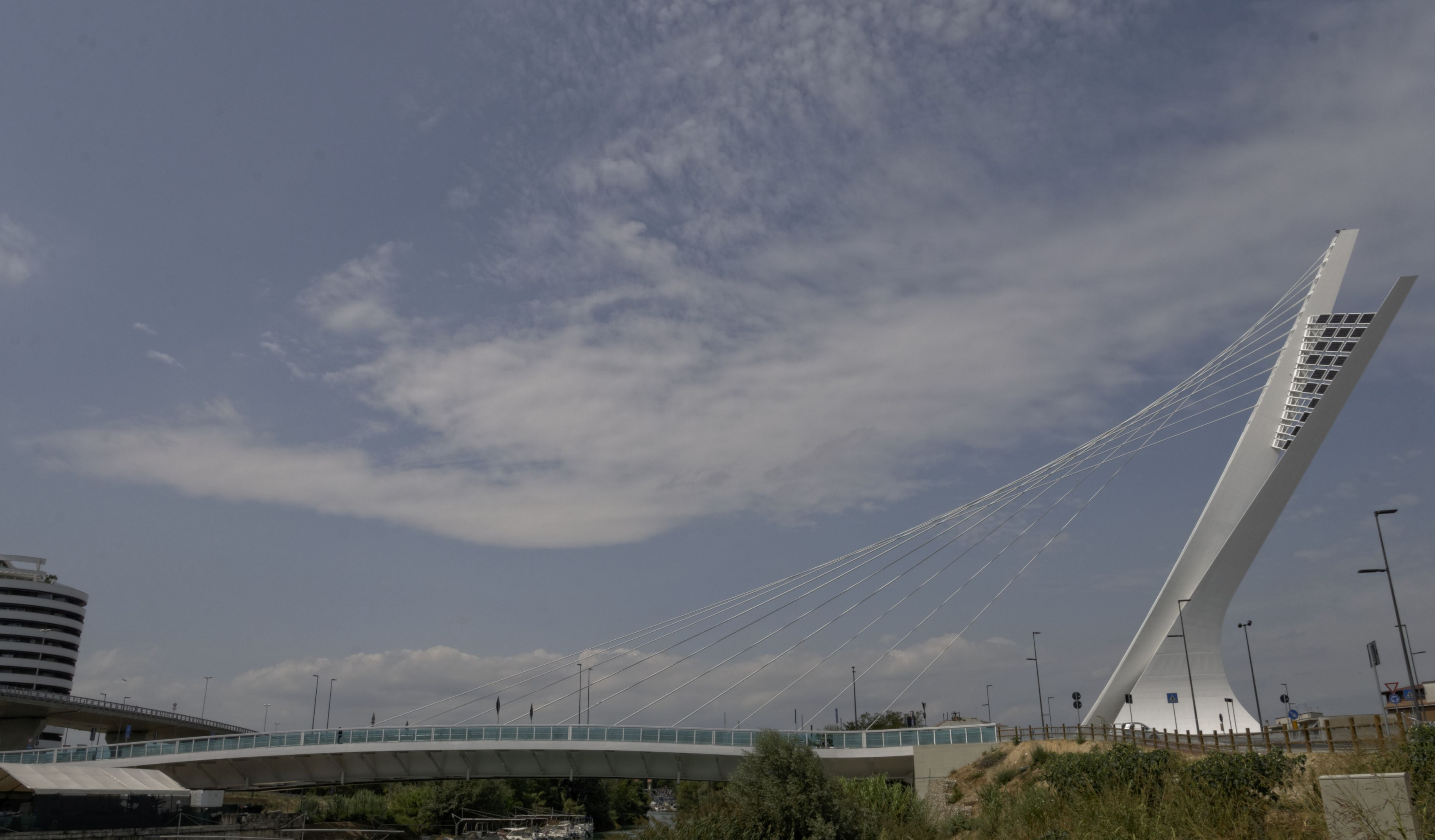
Il ponte Flaiano
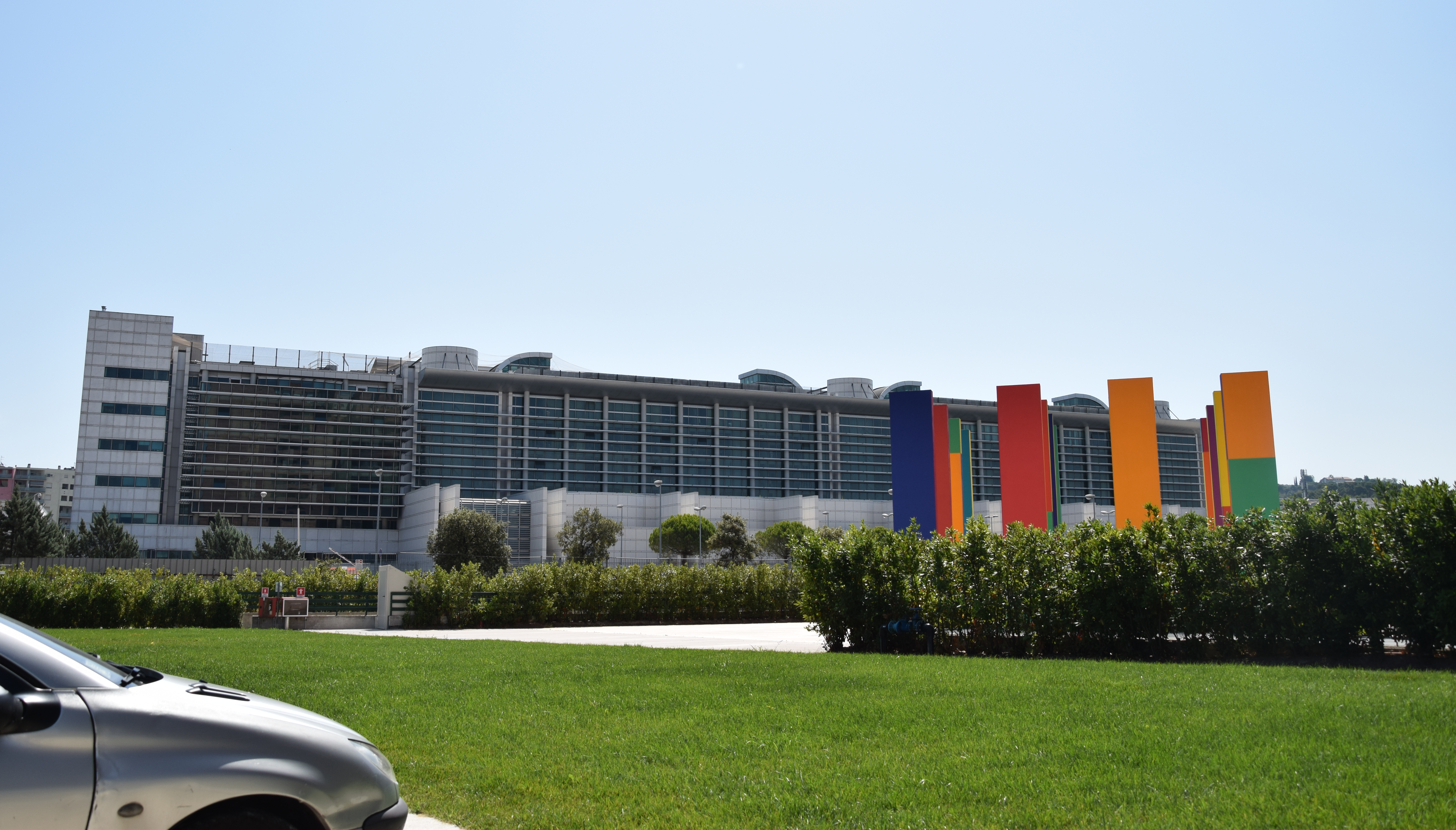
Il Palazzo di giustizia e sulla destra "Il giardino incantato" di Franco Summa
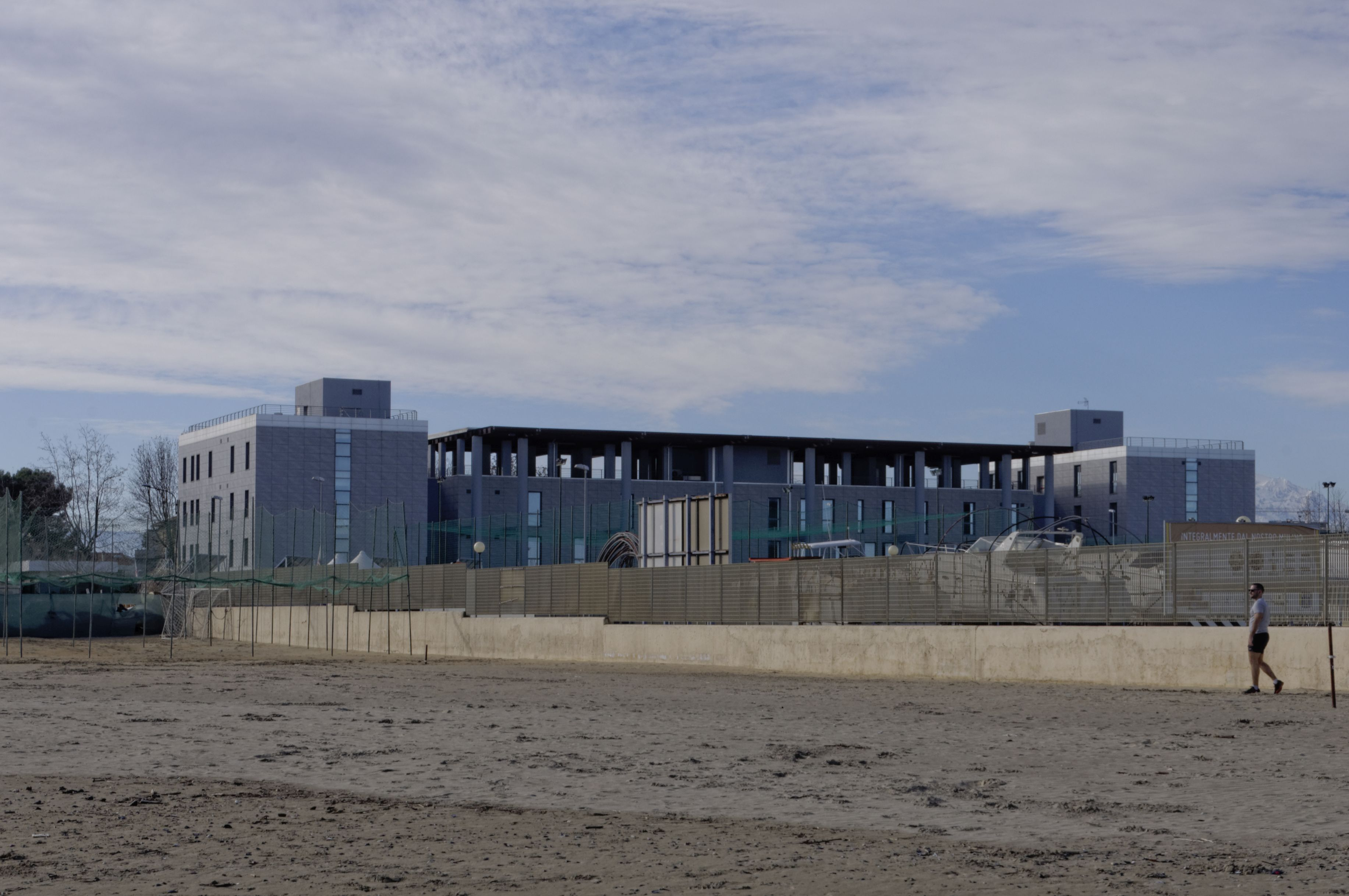
La caserma della Guardia di Finanza vista dalla spiaggia
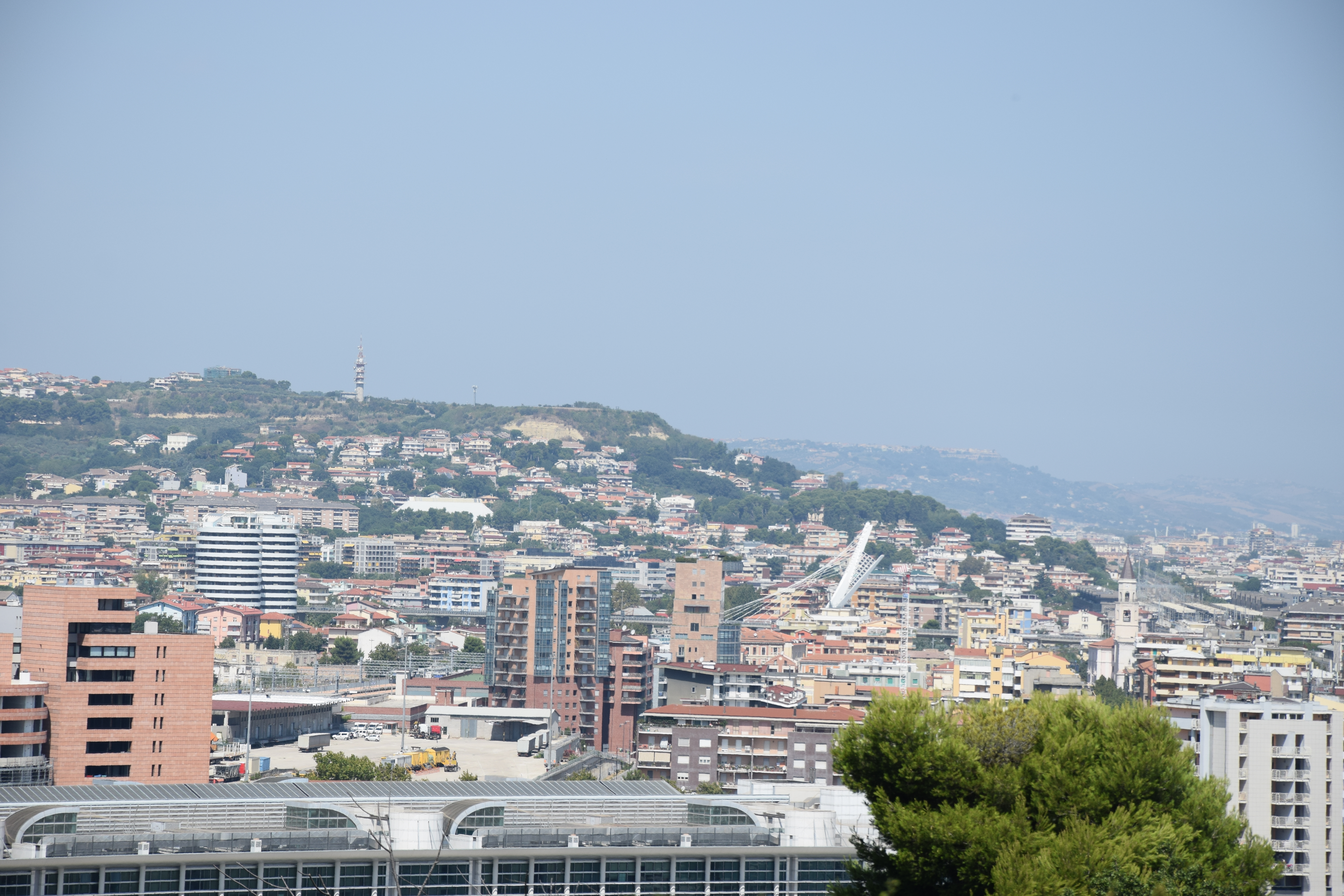
Sulla sinistra la torre "Opera" e le torri "Camuzzi", al centro le torri del polo direzionale "Il Molino" e il ponte Flaiano

## Pescara nord

### Castellammare
La circoscrizione di Castellammare, che ricalca la zona pianeggiante del vecchio comune di Castellammare Adriatico, è la zona centrale della città. Sorto alla fine del XIX secolo, il quartiere è stato il più danneggiato dagli eventi bellici e gran parte del patrimonio edilizio, diffusamente in stile liberty, venne distrutto. Restano comunque molti esempi di questa prima fase architettonica, come la vecchia stazione Centrale, gli ottocenteschi Villa Urania, Palazzo Mezzopreti e l'istituto Tito Acerbo e i successivi Palazzo Verrocchio e Palazzo Imperato, esempi tra i più noti dello stile liberty cittadino. Sono sopravvissuti alle distruzioni belliche anche Palazzo Muzii, Palazzo Clerico e numerose ville disseminate in particolare sulla riviera cittadina. Furono diversi gli interventi in stile marcatamente razionalista di regime, gli ultimi precedenti il secondo conflitto mondiale, e tra questi il Palazzo di Città, il Palazzo del Governo, il palazzo del Banco di Napoli, la centrale del latte, il Palazzo delle Poste e l'adiacente palazzo della Cassa di risparmio, il circolo canottieri, il liceo classico Gabriele D'Annunzio e il Teatro Massimo.
Le ampie distruzioni belliche portarono a uno stravolgimento del quartiere; venne creata la nuova area centrale della città, piazza della Rinascita, ricavandola da un vuoto urbano lasciato da edifici distrutti, e la ricostruzione procedette velocemente a cambiare volto al quartiere con accresciute volumetrie e densità abitative. Sul lungomare cittadino, in sostituzione di un precedente monumento ai caduti distrutto durante gli eventi bellici, venne collocata negli anni 1980 la fontana La Nave di Pietro Cascella. Dello stesso periodo l'inaugurazione della stazione di Pescara Centrale, mentre nel 2009 venne inaugurato il ponte del Mare, che congiunge le riviere a nord e a sud del fiume Pescara tramite l'attraversamento ciclo-pedonale più grande d'Italia.

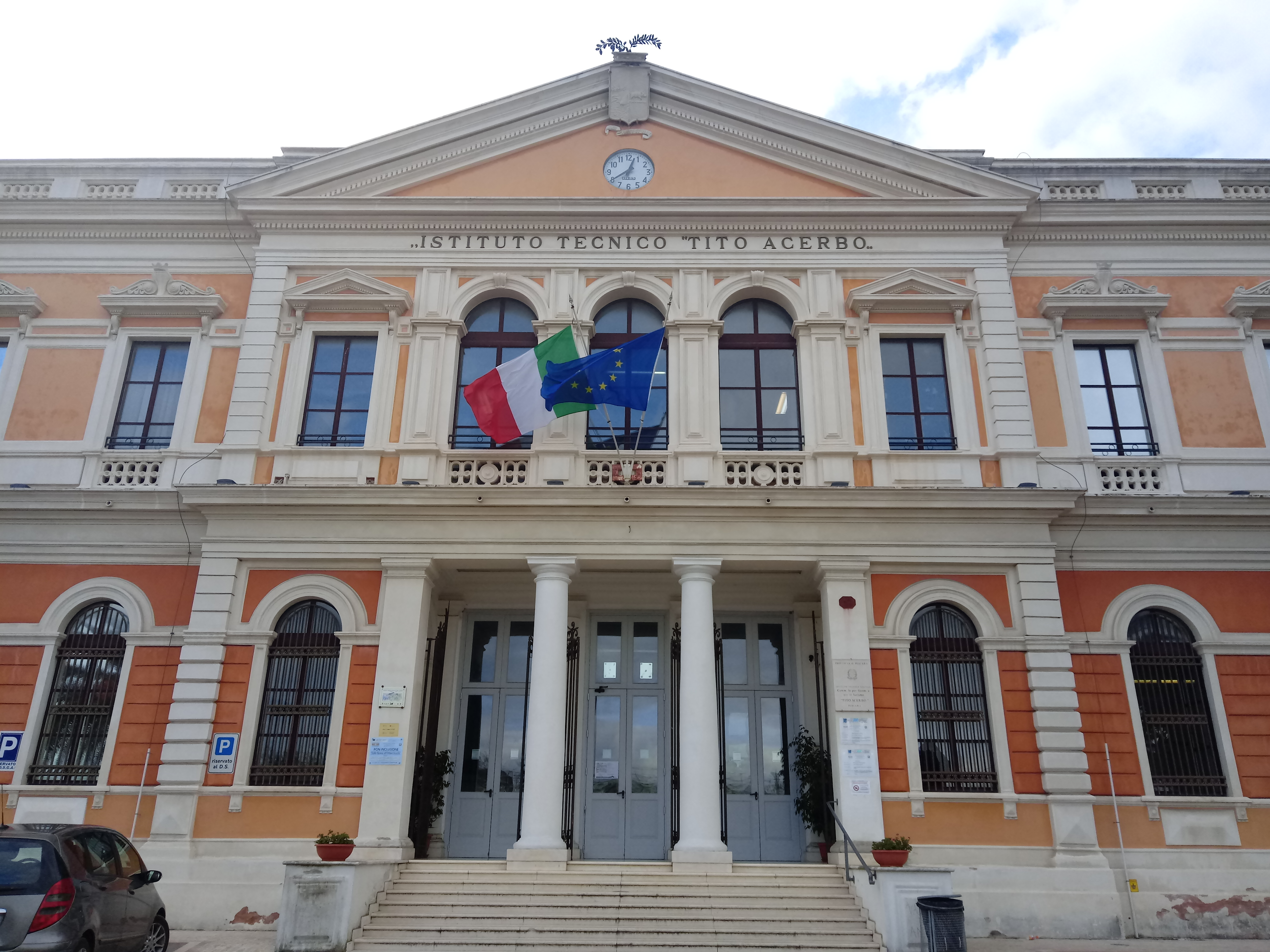
L'istituto Tito Acerbo
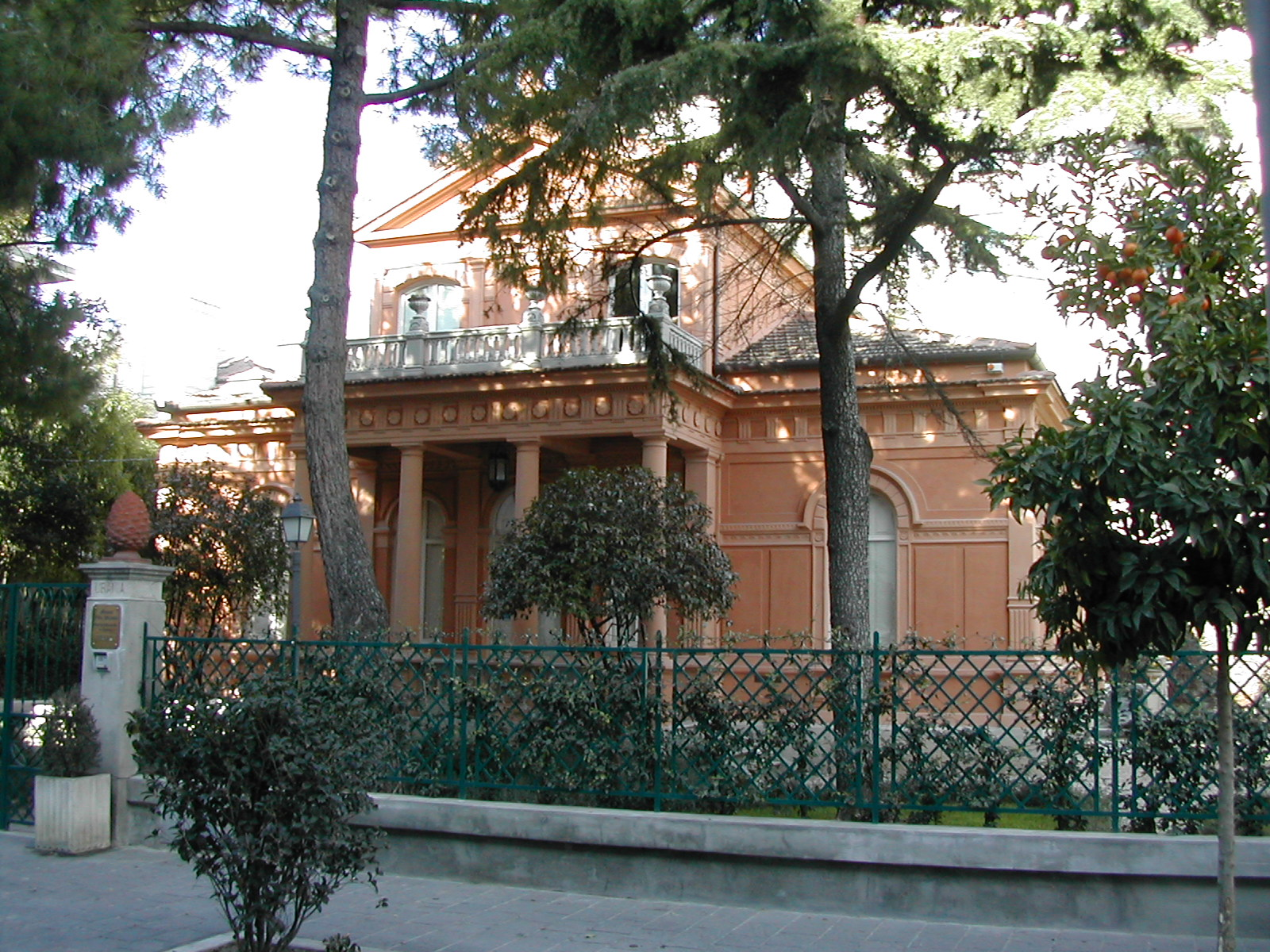
Villa Urania
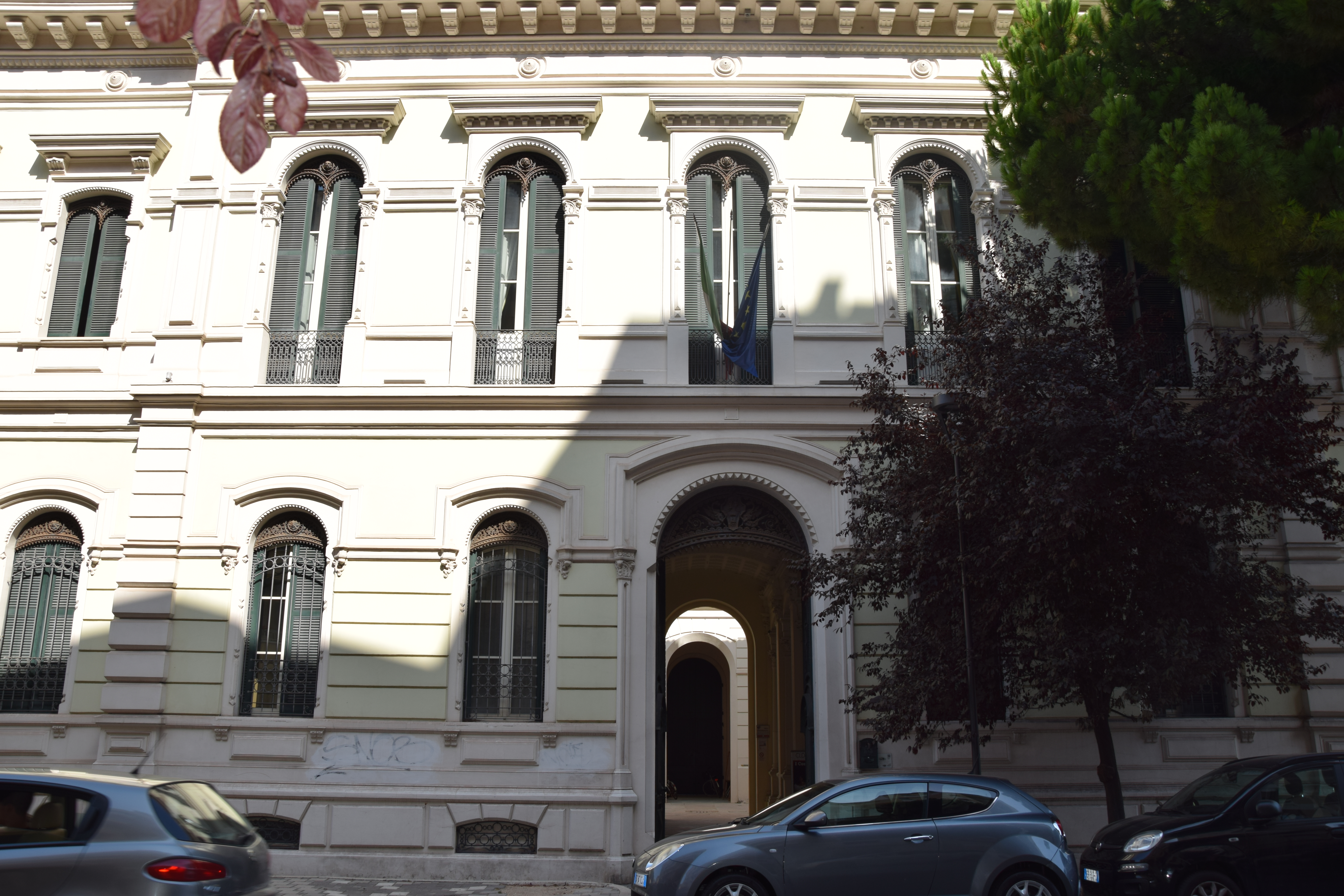
Facciata di Palazzo Mezzopreti
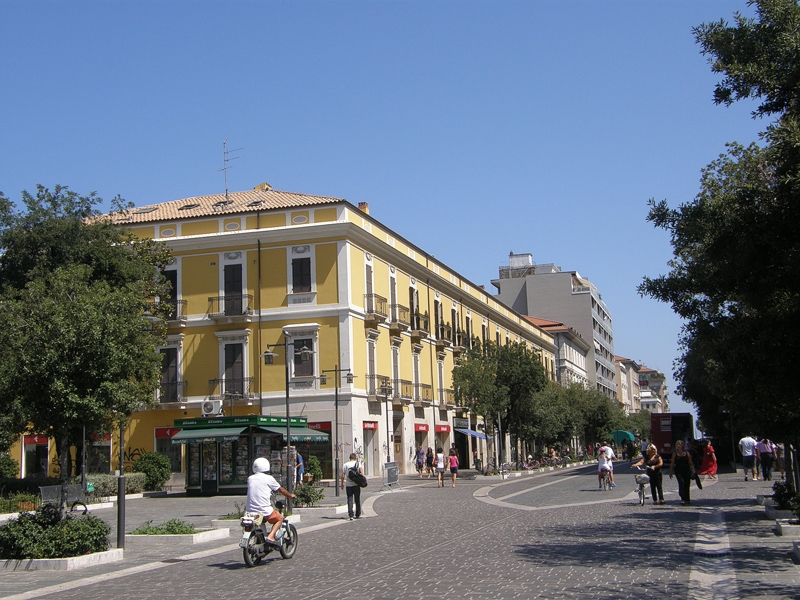
Palazzi liberty di corso Umberto I
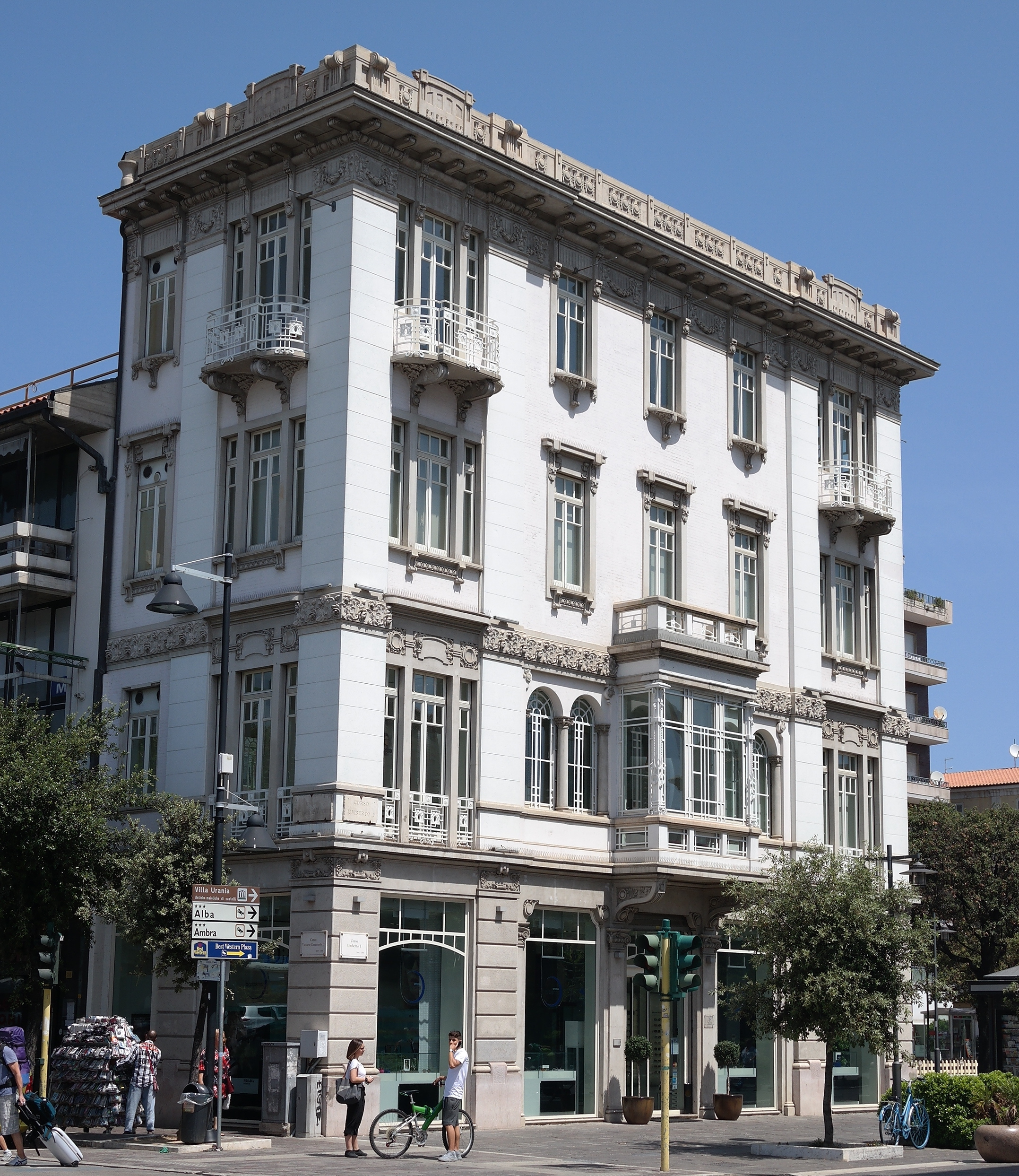
Palazzo Imperato
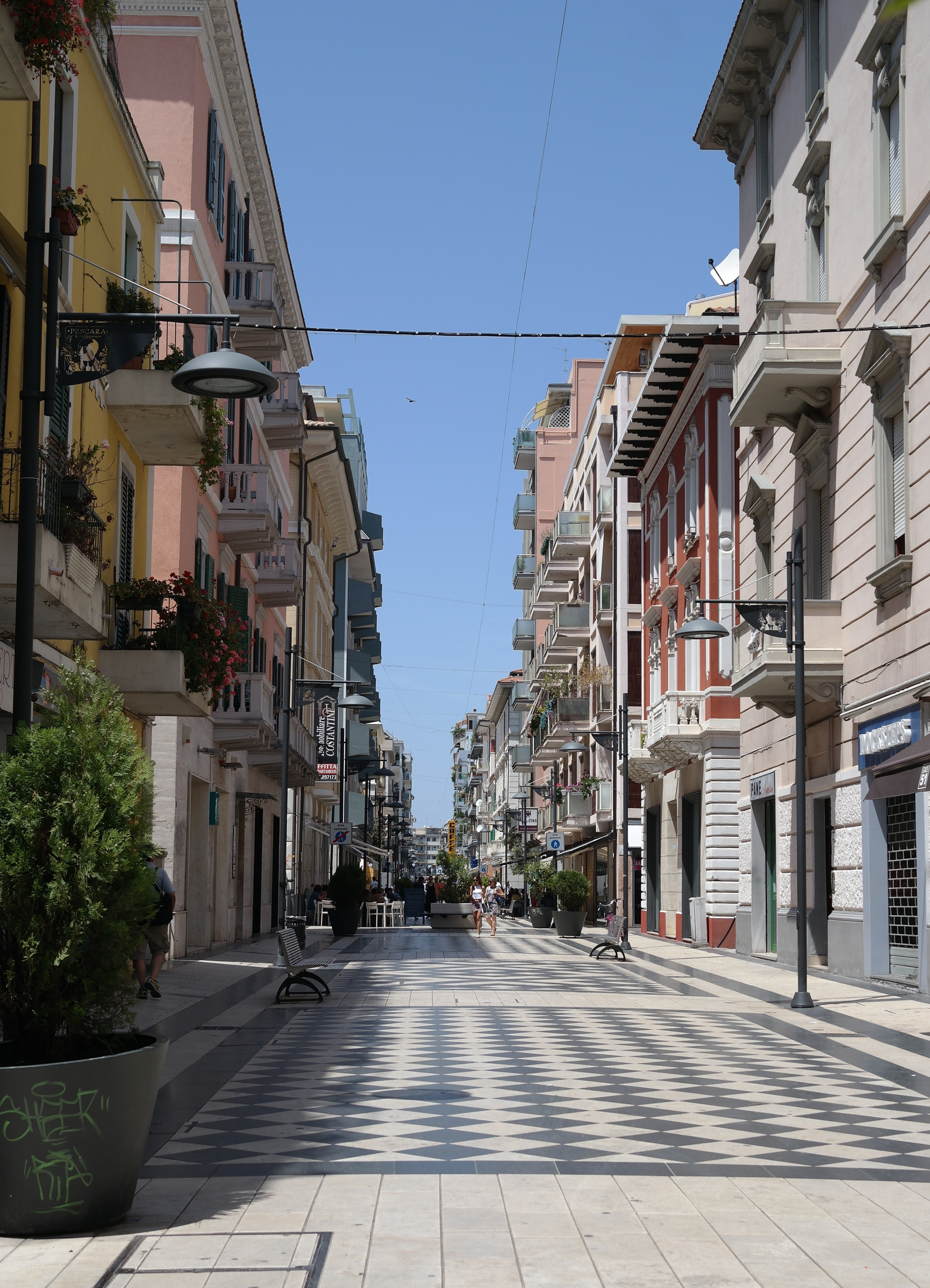
Case liberty in via Firenze
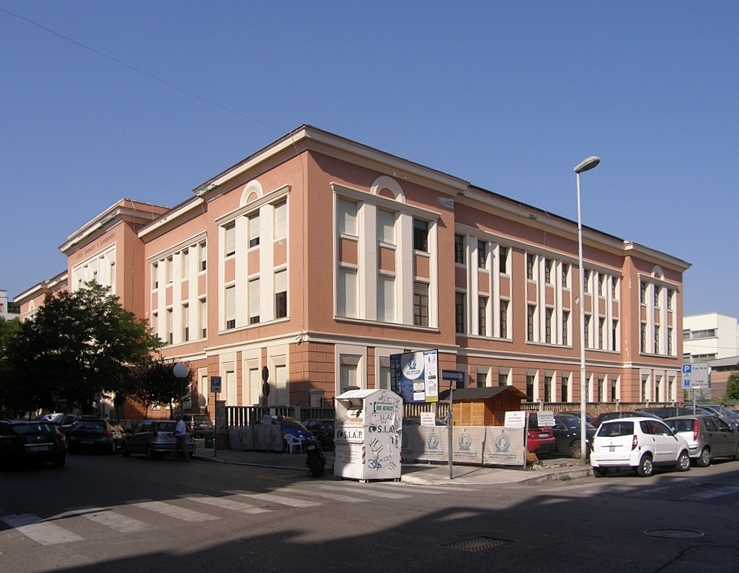
Il liceo classico Gabriele D'Annunzio
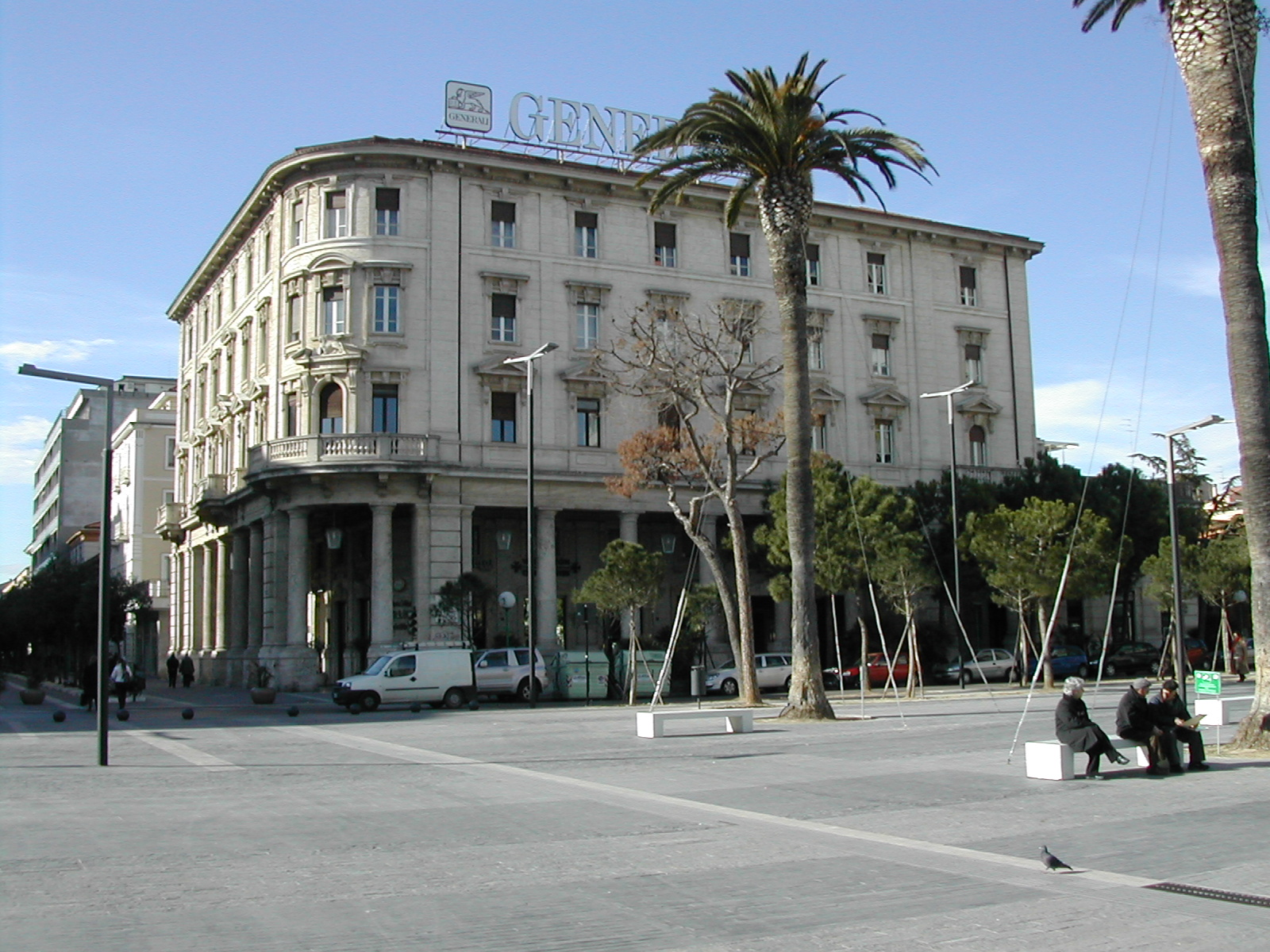
Palazzo Muzii
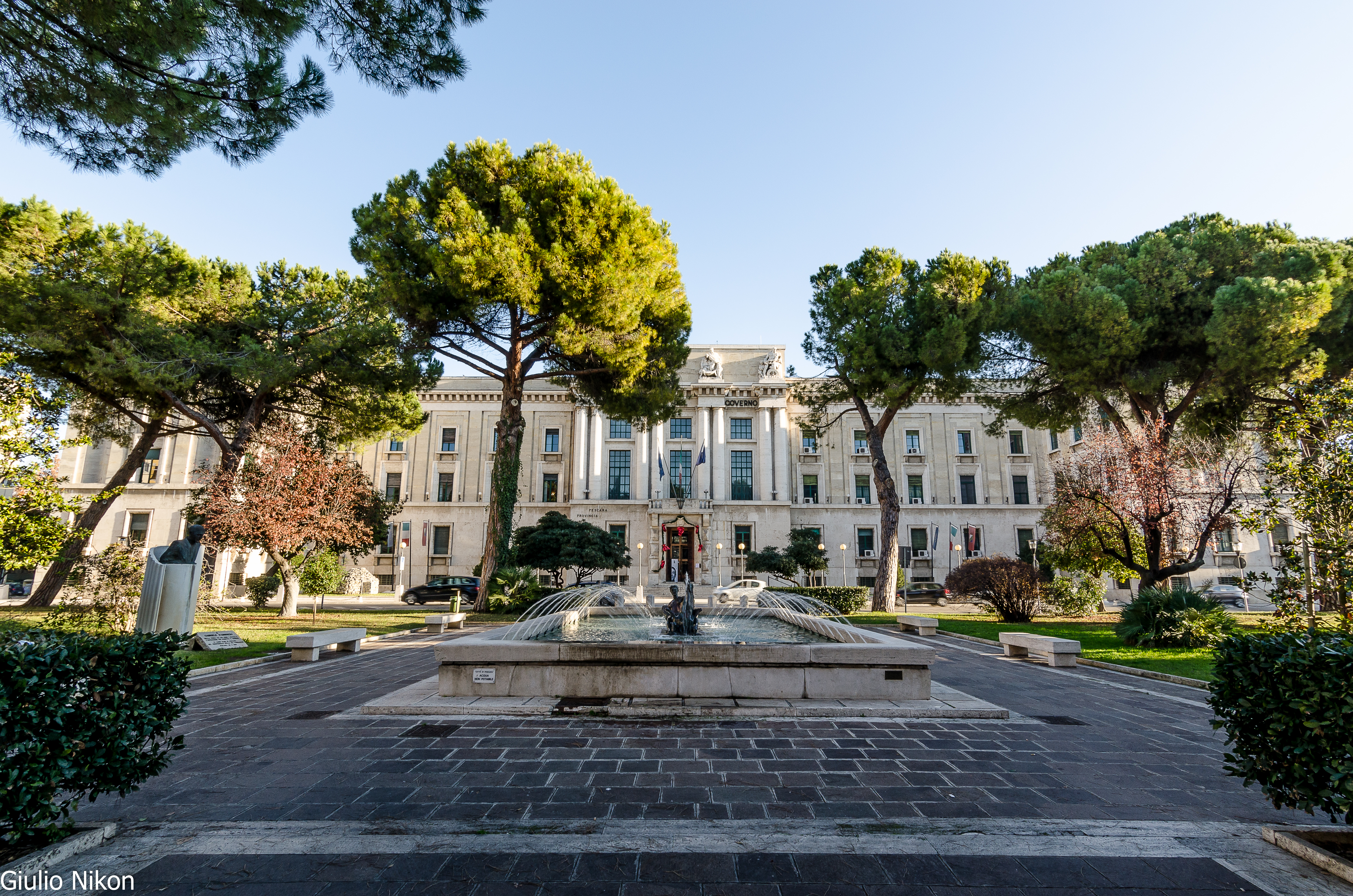
Il Palazzo del Governo
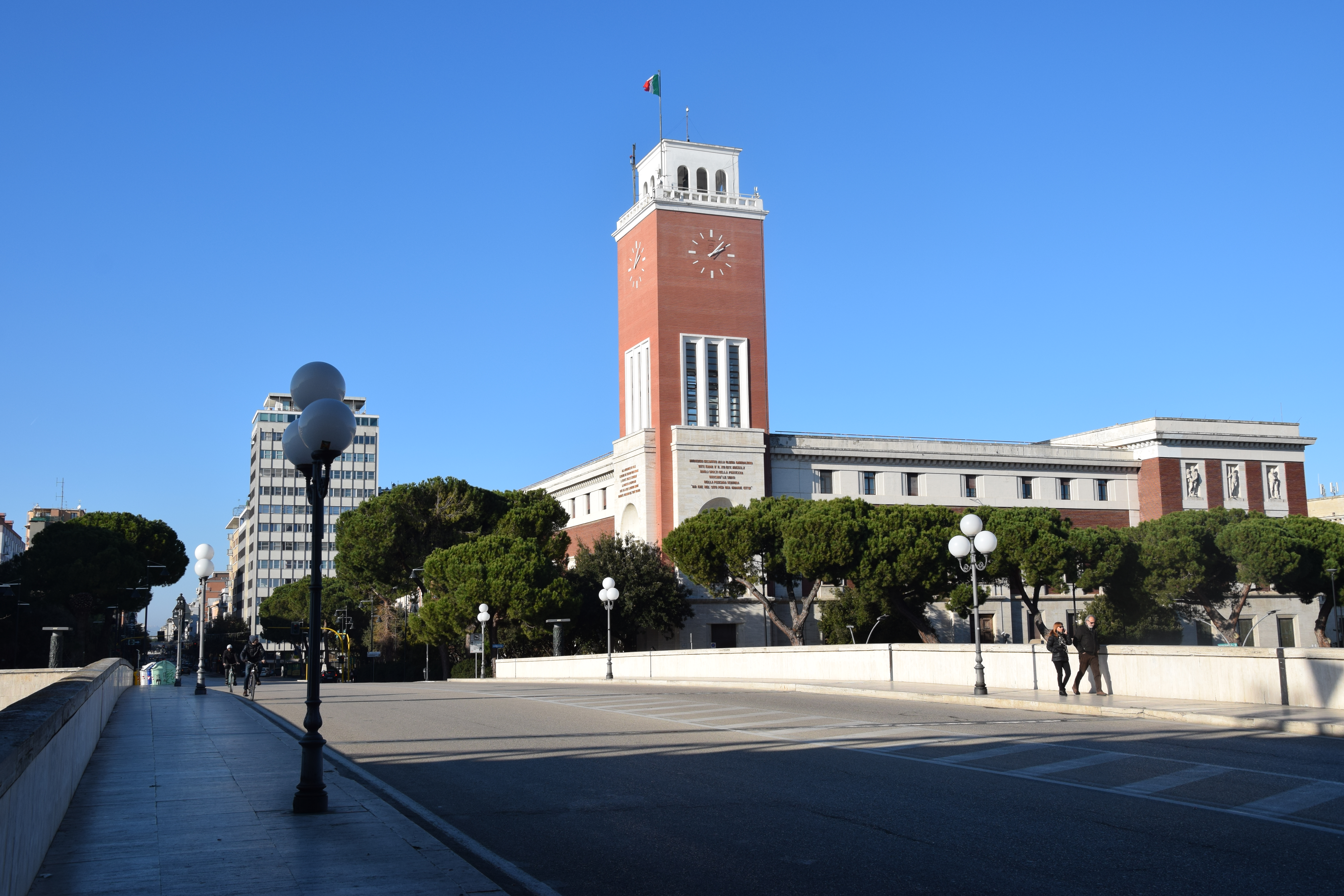
Il Palazzo di Città
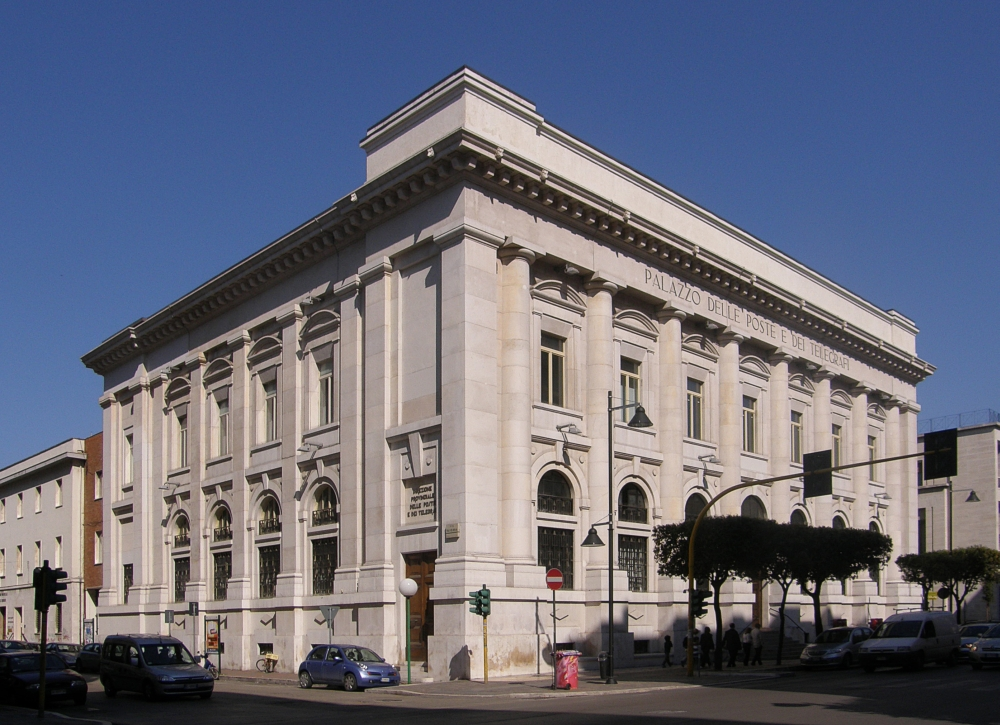
Il Palazzo delle Poste
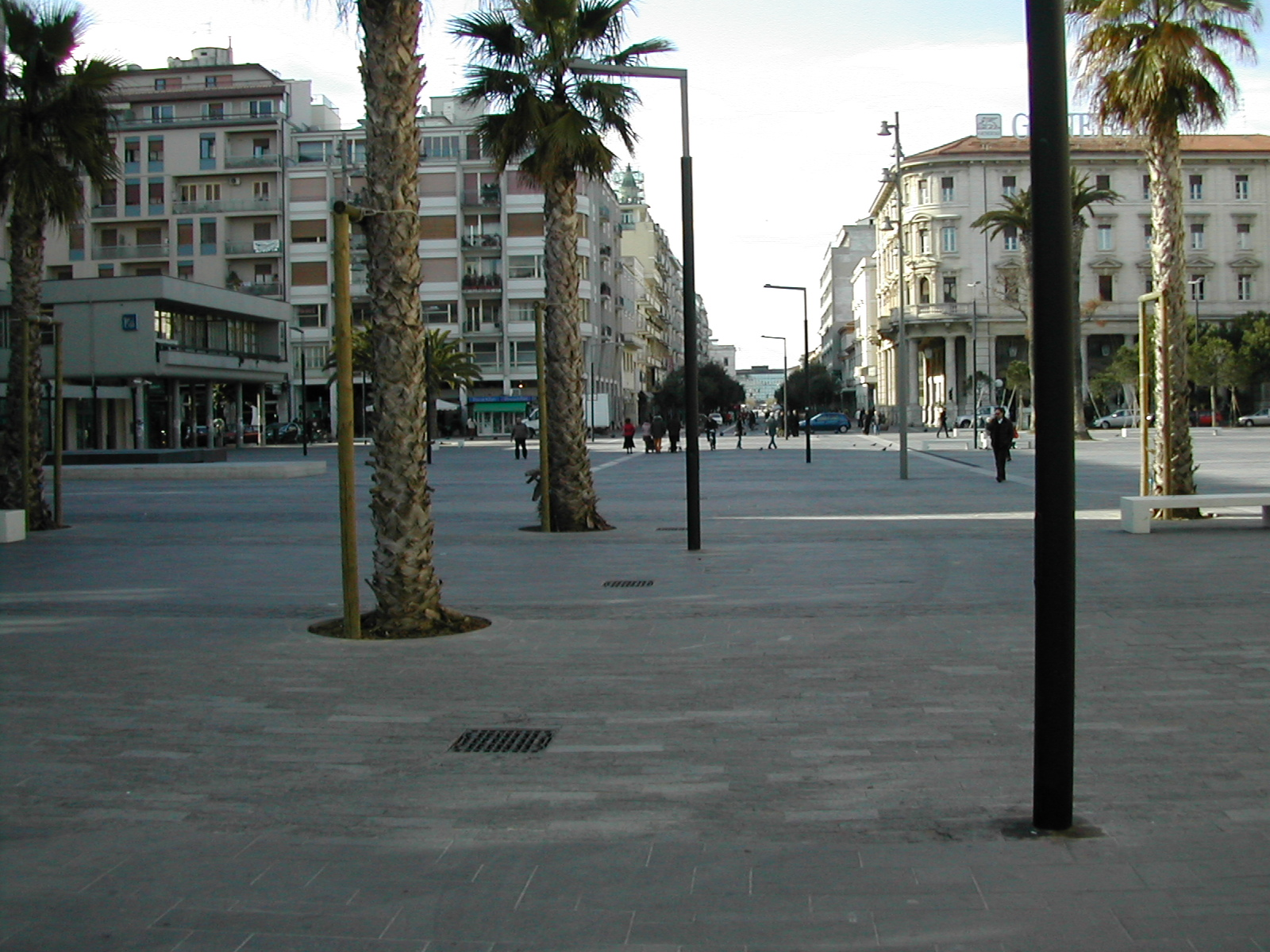
Piazza della Rinascita
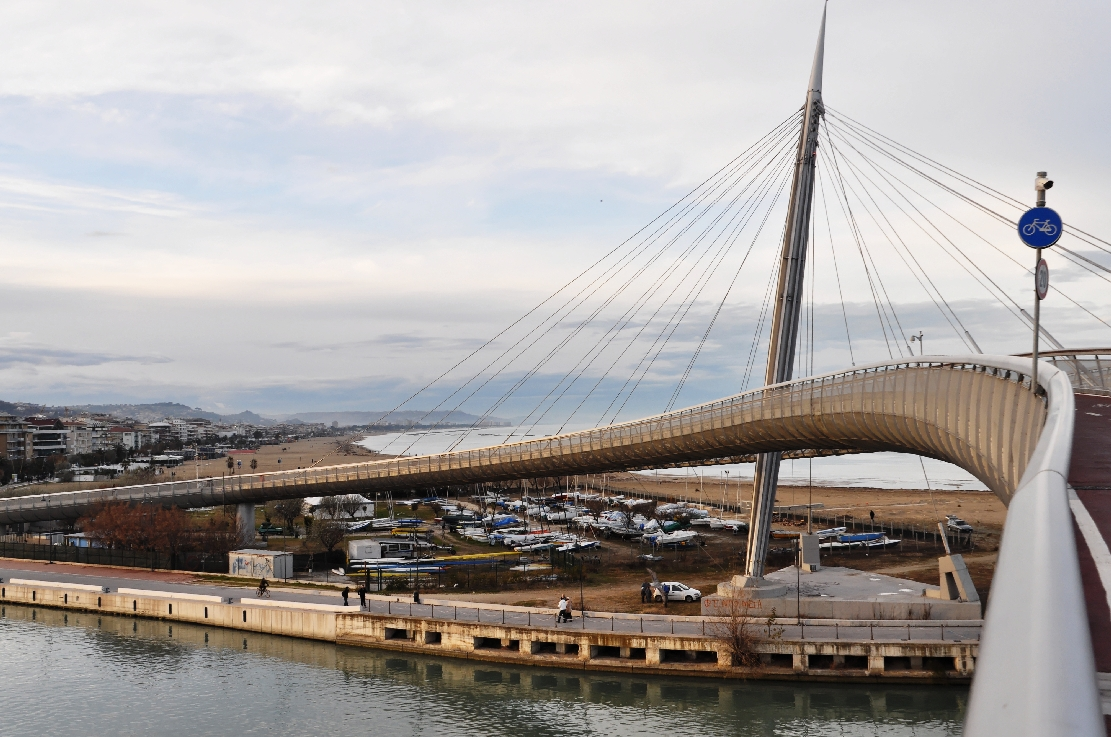
Il ponte del Mare
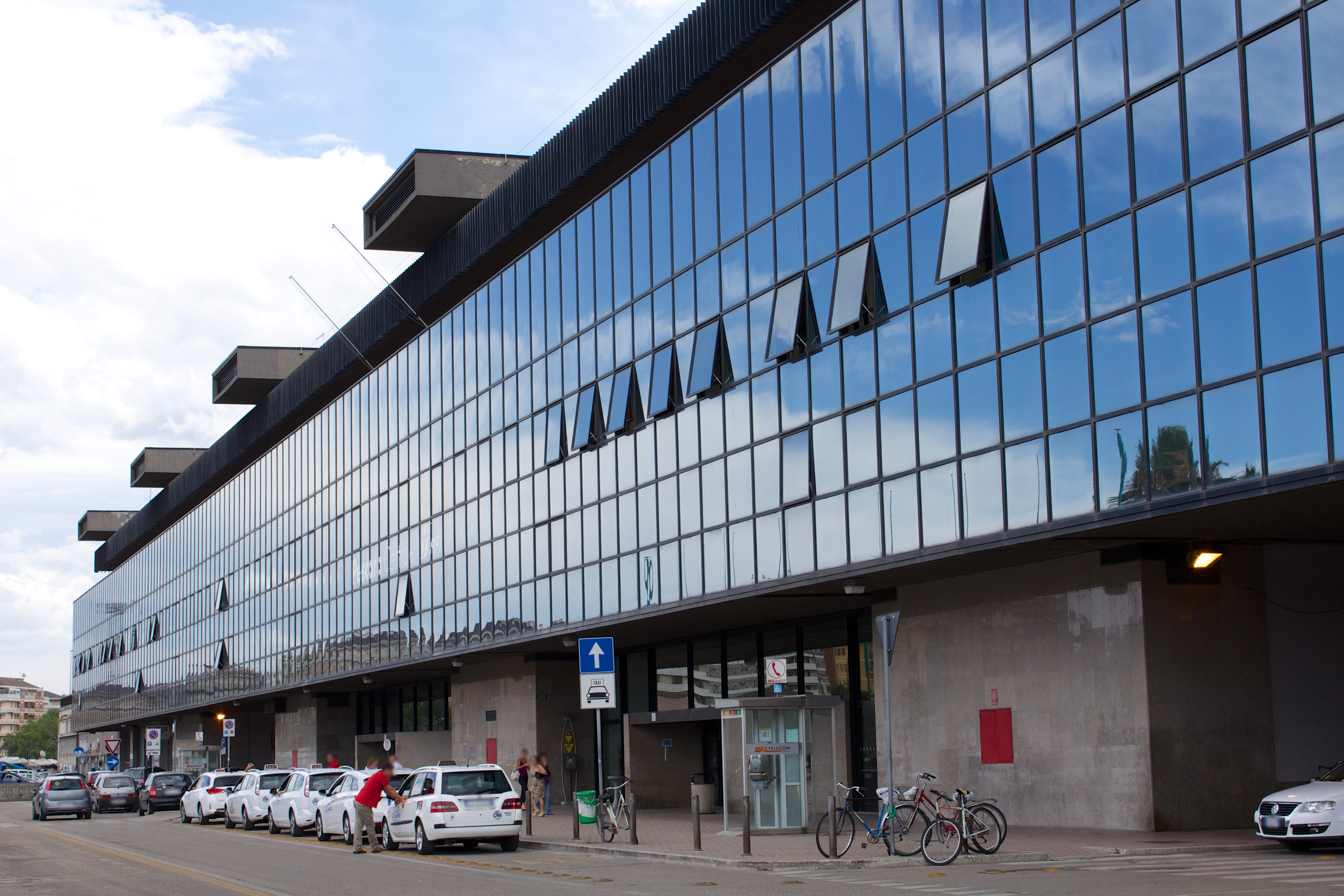
La stazione Centrale

### Colli
Comprendente il piccolo nucleo storico collinare di Castellammare Adriatico, nel quartiere sono presenti numerose ville e residenze storiche, tra le quali Villa De Landerset. I resti dei primi interventi industriali, come la filanda demolita nel 2015, sono stati con il tempo sostituiti da nuove costruzioni, alterando l'aspetto di tutta la zona. L'ospedale "Santo Spirito", istituito in un precedente stabilimento bacologico nel 1934, verrà ampliato negli anni 1990 con la costruzione dell'adiacente grande edificio a forma di croce. Il grande palazzo ex-Poste del 1986, dove sono presenti uffici della provincia di Pescara, dell'assessorato alle attività produttive della regione Abruzzo e sedi scolastiche, costituisce il centro direzionale del quartiere.

## La riviera
- Viale Primo Vere: è il lungomare che dal confine con Francavilla giunge fino alla pineta, all'altezza del teatro D'Annunzio. Il lungomare, dotato di pista ciclabile, ha un aspetto moderno, con giardini e nuove costruzioni, che una volta attraversato il torrente Vallelunga cambia però rapidamente, attraversando la zona Liberty del quartiere Pineta con gli storici villini. L'arenile mostra delle dune miste a macchia mediterranea, conservato nonostante la costruzione degli stabilimenti.
- Lungomare Cristoforo Colombo: il viale, che proseguendo il percorso di viale Primo Vere parte dalla pineta per raggiungere il fiume, è stato recentemente ridisegnato, con una nuova pavimentazione che ha ristretto la carreggiata riservata alle automobili per privilegiare la larghezza dei marciapiede, dotandolo anche di una pista ciclabile e nuovo arredo urbano. Alla foce del fiume è stato costruito alla fine degli anni '80 il porto turistico "Marina di Pescara", che oltre all'attività diportistica ospita eventi, esposizioni e mostre culturali.
- Lungomare Giacomo Matteotti: partendo da via Paolucci, il lungofiume Nord, costeggia la costa fino a largo Mediterraneo. Nella piazza dal 1987 sorge la scultura della Fontana la Nave di Cascella. Prima della guerra lo slargo ospitava il monumento ai caduti, divenuto negli anni '60 un giardino con una meridiana che segnava le ore, e i giorni dell'anno. L'aspetto della riviera si è evoluto costantemente nel tempo, con la costruzione di diversi palazzi residenziali come il recente Palazzo "La vela" degli anni 2000; la pista ciclabile del lungomare Matteotti, fra le prime realizzate in città negli anni '90, è stata recentemente ampliata e adeguata alle nuove normative.
- Viale della Riviera: partendo da piazza I Maggio, costeggia il mare fino a confluire nella riviera di Montesilvano. Si tratta, come per il resto del lungomare, di un largo viale alberato, diviso però in due tronconi di aspetto e stile molto diversi: da piazza I Maggio fino alla rotonda Paolucci, la zona centrale di tutto il lungomare pescarese, i numerosi storici villini Liberty si affacciano su un elegante viale in marmo bianco di Carrara[8] decorato con numerosi mosaici e altri arredi di pregio, mentre dalla rotonda Paolucci fino al confine con Montesilvano ha un aspetto più moderno e scanzonato (definita "riviera young" dall'amministrazione comunale[9]), più affine allo stile moderno degli edifici della zona e alla notevole vita notturna gravitante intorno agli stabilimenti balneari.

- Fontana Le Laudi (piazza Le Laudi): caratterizzata dai giochi ad acqua sulla vasca circolare che circonda il monumento, dedicato alla raccolta poetica dannunziana.
- Auditorium Ennio Flaiano e Teatro monumento Gabriele D'Annunzio: edificati a partire dal 1963, sono due complessi situati sul lungomare Colombo, all'ingresso della Pineta dannunziana, e caratterizzano lo skyline della città per il monumentale obelisco in stile egizio. Il teatro, che è all'aperto, è sede di eventi culturali e di spettacoli di autori nazionali e internazionali durante la stagione estiva.
- Fontana La Meridiana: costruita nel 2004, caratterizza il lungomare Colombo.
- Monumento ai caduti del mare: collocato all'ingresso della banchina sud del porto, commemora la marineria locale.
- Ponte del Mare: il ponte strallato, che collega le riviere nord e sud di Pescara e inaugurato nel 2009, è stato realizzato in ferro con fusto centrale inclinato, che mediante tiranti, sorregge il percorso ricurvo, con i due camminamenti separati pedonali e ciclabili.
- Pontile dei Trabocchi: storicamente presenti su entrambi i moli del porto, i trabocchi del molo sud foruno smantellati con la costruzione del porto turistico, e oggi i trabocchi restanti sul molo nord sono adibiti per lo più a ristoranti.
- Fontana la Nave: opera di Pietro Cascella realizzata nel 1987, fu collocata in quell'anno in largo Mediterraneo, sul lungomare Matteotti, sostituendo la precedente sistemazione dello slargo a meridiana floreale.
- Monumento a Raffaele Paolucci: mezzobusto bronzeo del medico e politico abruzzese, posto nell'omonima rotonda in viale della Riviera
- Fontana delle Naiadi: costruita contestualmente alla recente riqualificazione di viale della Riviera, è posta al confine con Montesilvano ed è caratterizzata da giochi con getti d'acqua.

## Architetture civili scomparse
Pescara dai primi anni del XX secolo ha visto un radicale cambiamento urbanistico delle due cittadine principali del rione Porta Nuova e di Castellammare Adriatico. Cominciando dallo smantellamento della vecchia fortezza borbonica, e dalla costruzione di nuove strutture con il vivacismo artistico di nuovi architetti come Vincenzo Pilotti, Antonino Liberi, Nicola Simeone, nel periodo del Ventennio, all'epoca del 1943, quando la città subì due gravi bombardamenti, Pescara conservaa ancora il sobrio e composito stile della città di provincia con poche architettura monumentali, quasi tutte pressoché realizzate per ospitare i principali uffici del nuovo Municipio, dunque che celebravano lo stile razionalista.
A causa dei gravi bombardamenti, Pescara perse molto, nell'antico quartiere di Porta Nuova vennero distrutte la casa di Gabriele Manthoné ed Ettore Carafa, patrioti risorgimentali, poi la chiesa di San Giacomo degli Spagnoli e la chiesa del Rosario in via dei Bastioni, la vecchia chiesa di San Cetteo era stata già smantellata e ricostruita da Cesare Bazzani tra il 1928 e il 1933 come Cattedrale o Tempio della Conciliazione. Sempre nel primo Novecento era stato demolito l'arco di Porta Nuova della vecchia chiesa di Santa Gerusalemme, di cui si sono scoperte le fondamenta in viale D'Annunzio, presso il sagrado di San Cetteo.
Nel programma democristiano di ricostruzione della città, nel 1946 uno dei punti salienti era la realizzazione dello stadio nuovo, anche se la prima pietra venne posta solo nel 1953, e la struttura inaugurata due anni dopo. Il progetto era dell'architetto Luigi Piccinato, che prese sulle sue spalle il compito di rifare l'urbanistica della città, nel 1949 Pescara aveva ancora storiche strutture alberghiere, ma da quell'anno vennero realizzate le corpose ristrutturazioni del Grand Hotel, mentre l’Hotel Carlton fu completato nel 1953. Sempre in questo periodo vennero stanziati fondi per opere pubbliche quali i Tribunali di Piazzale E. Alessandrini, che oggi ospitano il Mediamuseum, la Piazza Salotto, gli uffici giudiziari e il nuovo carcere. Tutto ciò ha comportato il ridisegno urbano di Pescara, irreversibile, con la demolizione di strutture storiche rimaste in piedi dopo la guerra, e così le arterie principali quali il Corso Vittorio Emanuele e il Corso Umberto I hanno visto scomparire l’equilibrato ed elegante aspetto novecentesco, con abitazioni basse in stile eclettico, per lasciare posto a palazzi moderni a più piani, e oggi sopravvivono solo poche abitazioni storiche, e palazzi degli uffici delle Poste e della Cassa di Risparmio. Nella zona di Castellammare invece si conservano discretamente gli ordini di case contigue in stile Liberty delle due strade di via Firenze e via Cesare Battisti.
- Teatro Pomponi: stava in Piazza I Maggio, dove oggi si trova il grande parcheggio antistante la chiesa di San Pietro Apostolo. Il progetto partì nel 1920 sopra il Padiglione Marino, allora locale di eventi costruito intorno al 1886 da Leppoldo Muzii come primo stabilimento balneare moderno di Castellammare. L’imprenditore Pomponi si offrì di realizzare il teatro nel 1923, accogliendovi Benito Mussolini in visita a Pescara, e alla sua inaugurazione immediatamente vennero allestite opere teatrali, e il teatro divenne anche cinematografo. Divenuta sede del Circolo Littorio, nel 1937 l’attività di gestione fu data alla Società Gestione Cinema e Teatri, diretta da Guido Costantini, e tra i vari attori che ospitò ci furono anche Totò e Peppino De Filippo. Dopo la guerra, nel 1947 iniziarono gli interessi da parte degli imprenditori di rottamare il vecchio teatro per nuove costruzioni. La manutenzione della struttura venne man mano ridotta negli anni, fino a quando il teatro risultò pericolante, e ciò fu una buona giustificazione perché nel 1963 si procedesse alla demolizione.  Il teatro aveva un aspetto eclettico neorinascimentale, con l’interno in stile teatro d’opera all’italiana, con sala a ferro di cavallo.
- Casa natale dei patrioti Ettore Carafa e Gabriele Manthonè: distrutta negli anni '20, stava all'ingresso di piazza Garibaldi al corso Manrhonè
- Ex convento di San Francesco: era posto alla fine di via dei Bastioni, andando verso piazza Unione, dove oggi si trova la seconda sede del Consiglio Regionale d'Abruzzo. Il convento era documentato dal XIII secolo, dopo le leggi piemontesi,  fu adibito a sede del telegrafo e deposito delle cserme, finché intorno al 1936 non fu abbattuto.
- Palazzo Ciaranca: posto all'incrocio dell'attuale via Regina Elena con corso Umberto I, era stato eretto alla fine dell'800, in stile eclettico. Era dotato di una torretta di controllo,  una sorta di attico.Bombardardato nel 1943, fu buttato giù per la costruzione del palazzo razionalista dei portici che si affaccia su piazza Salotto.

- Palazzo Mezzanotte: si affacciava su Piazza Garibaldi, e fu demolito negli anni '70, per tirar su una nuova costruzione che stona completamente con il carattere equilibrato e sobrio dei piccoli edifici della piazzetta. Il palazzo era della metà dell'Ottocento, caratterizzato da facciata in mattoni a vista, con ordine regolare di aperture, seguendo il tipico stile borghese dei palazzi umbertini.

- Centrale del Latte: sorgeva in via del Circuito, costruita nel 1932 su progetto di Florestano Di Fausto, architetto del Ministero degli Esteri Fascista. La centrale aveva pianta rettangolare con un blocco rettangolare più snello e slanciato posto al centro, come torre d'ingresso, e il sistema delle aperture e delle murature dava risalto allo stile architettonico tipico del razionalismo fascista. Dopo anni di abbandono, la centrale è stata demolita nel 2010 poco prima dell'approvazione del vincolo storico in consiglio comunale; il ministero ha definito l'operato del comune un atto ostacolante progetti di riqualificazione da parte dello Stato.

- Villa Sabucchi: sorgeva dove oggi si trova l'omonimo parco pubblico in viale Bovio, sulla statale nei pressi dell'antico municipio di Castellamare. Costruita a metà dell'800, nel 1863 ospitò il re Vittorio Emanuele II. Negli anni '30 fu restaurata e assunse l'aspetto di un elegante castello idealizzato in stile gotico, con quattro torri angolari cilindriche con cuspide conica, e finestre ad arcate ogivali. Danneggiata nel 1943 dalle bombe, fu demolita negli anni '60, lasciando a ricordo solo una delle quattro torri.

- Villa di Leopoldo Muzii: sorgeva nella zona compresa tra viale Leopoldo Muzii via Milite Ignoto, nata come unità rurale ottocentesca voluta da Michele Muzii padre di Leopoldo, comprendeva la casa principale, le residenza contadine e gli edifici industriali della liquirizia, tra via Milite Ignoto, largo Sanr'Anna e viale Bovio. A Villa Muzii si teneva il mercato settimanale, successivamente soppiantato da quello quotidiano presso la stazione Centrale in piazza Sacro Cuore. Unico elemento ancora esistente dell'antica costruzione,  è la cappella privata è la chiesetta di Sant'Anna, in una traversa di viale Giovanni Bovio. Benché non sia stata completamente distrutta questa palazzina, dotata anche di un elegante loggiato pseudorinascimentale, ora perduto, ha subito notevoli modifiche invasive per essere trasformata a palazzina residenziale. Negli anni '60 fu abbattuta la porta monumentale di ingresso alla fornace,  con l'orologio civico, per creare uno spiazzo all'accesso da viale Bovio.

- Storico Circolo Tennis: si trovava sulla riviera, ossia il lungomare Matteotti, all'altezza dell'area di via Gramsci. Il palazzo fu costruito nel 1932 in stile eclettico, privilegiando il protorazionalismo fascista, con una facciata monumentale decorata da un grande arco di accesso, e i due avancorpi laterali leggermente aggettanti, come nel caso del futuro palazzo della Provincia. Danneggiato dalla guerra, negli anni '50 era ancora in piedi, usato come sala da ballo, sino a quando non fu abbattuto. Oggi nell'area dell'edificio sorge il palazzo del Museo d'arte moderna "Vittoria Colonna".

- Stabilimento bacologico "G. Pasquale" nell'attuale via Rigopiano, e lo stabilimento "Bergamo" in via Vespucci. Fu riconvertito negli anni'30 nell'ospedale civile di Pescara, attuale sede ASL, dopo la costruzione negli anni '70 del nuovo complesso ospedaliero, inaugurato nel 1994.
- Fonderie Camplone, si trovavano in località Villa del Fuoco e poi presso la stazione Portanuova. Vi si fabbricano i motori per i velivoli del primo aeroporto di Pescara. Vi collaborò anche l'ingegnere Corradino D'Ascanio. Furono demolite negli anni '70.
- Antico cementificio di Pescara: si trovava presso l'attuale lungofiume Paolucci, incrocio con via Gobetti. Era il primo complesso industriale di Pescara,  fondato nell'800, prima compreso nell'ex comune di Castellammare. Fu distrutto durante la seconda guerra mondiale, oggi vi sorge il palazzo "Quadrifoglio".